# Las Siete Palabras

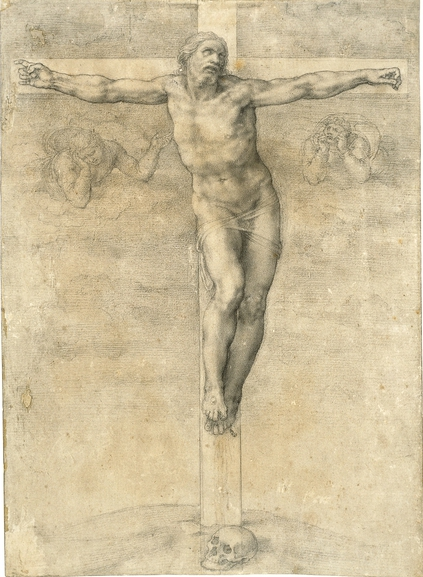
Cristo en la Cruz, de Miguel Ángel, 1539-1541. La mirada levantada hacia el cielo puede identificarse con las «palabras» primera, cuarta o séptima, dirigidas a Dios Padre.

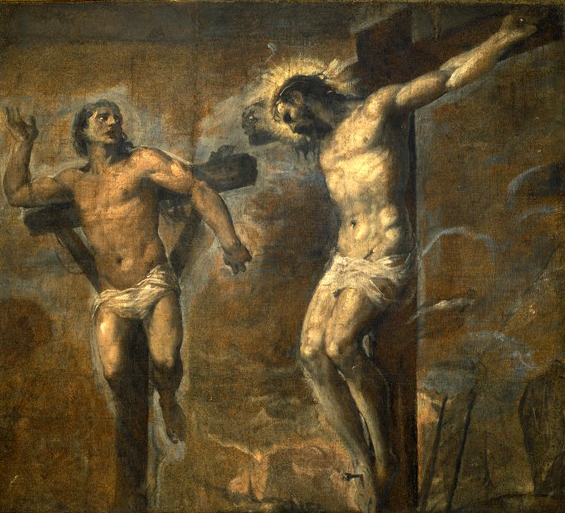
Cristo y el Buen Ladrón, de Tiziano, ca. 1566. Representa la «segunda palabra».

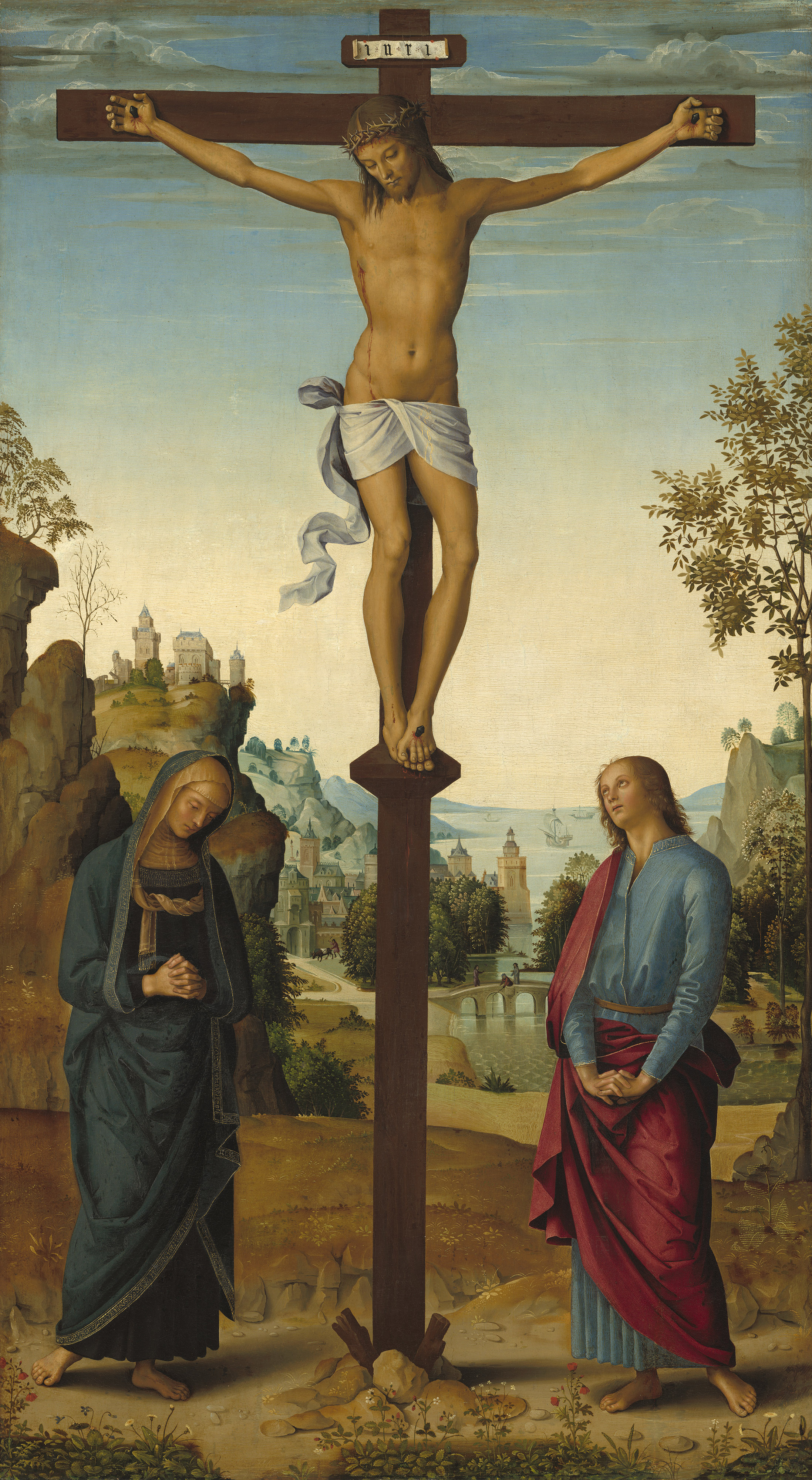
Crucifixión de Pietro Perugino, ca. 1482. Su composición (la Virgen a la derecha del Crucificado y Juan a su izquierda) es la clásica del Stabat Mater, que corresponde a la «tercera palabra».

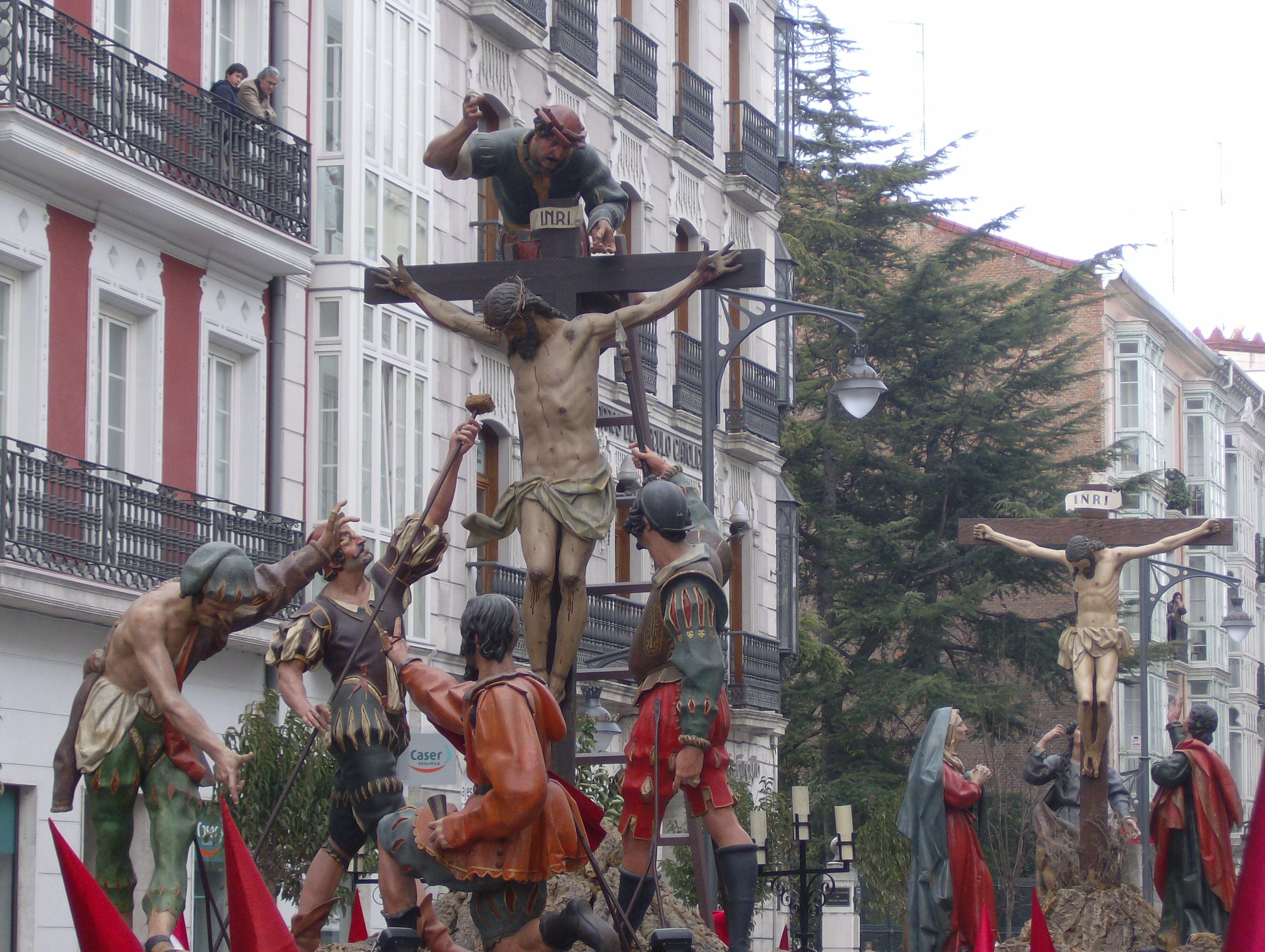
Sed tengo, paso procesional de la Cofradía de las Siete Palabras en la Semana Santa de Valladolid. Cristo se representa durante la «quinta palabra», pero los sayones que se juegan la túnica de Cristo aluden a la «primera palabra».

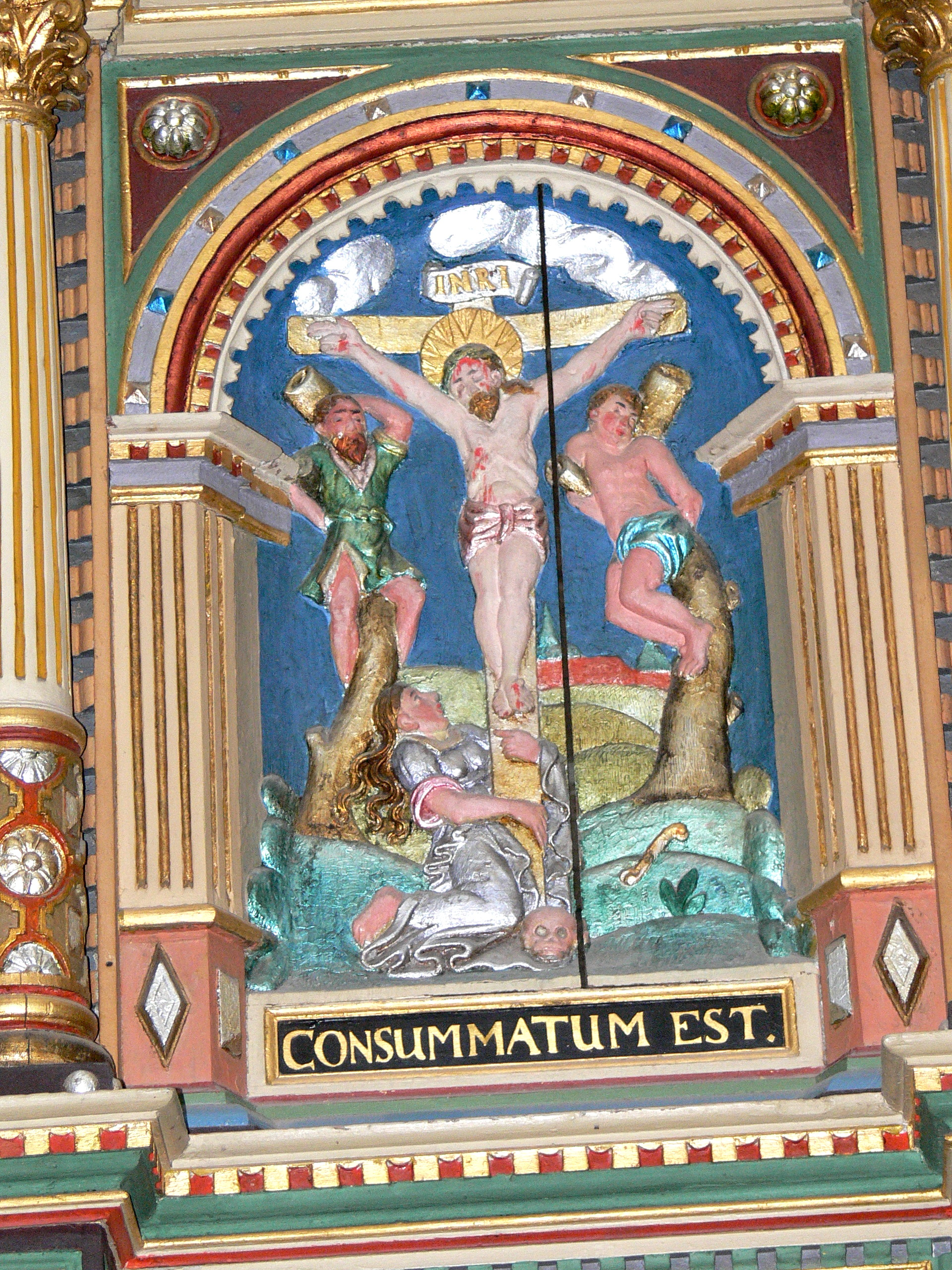
Consummatum est, detalle del púlpito de la catedral de Ribe. Representa la «sexta palabra».

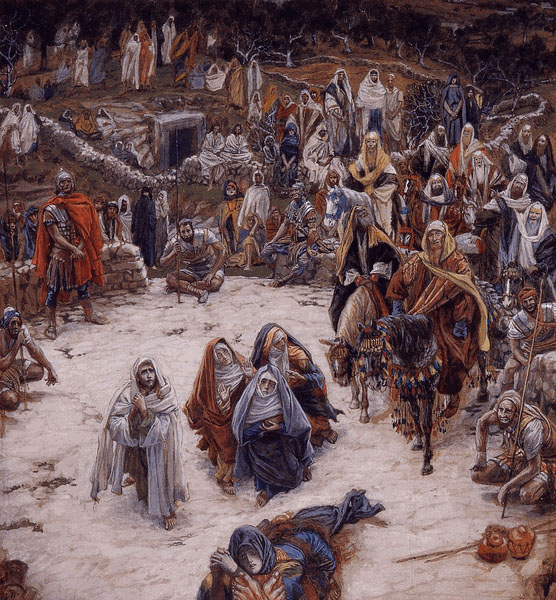
Lo que Nuestro Salvador vio desde la Cruz, de James Tissot.

Las Siete Palabras (Septem Verba en latín) es la denominación convencional de las siete últimas frases que Jesús pronunció durante su crucifixión, antes de morir, tal como se recogen en los Evangelios canónicos. Los dos primeros, el de Mateo y el de Marcos, mencionan solamente una, la cuarta. El de Lucas relata tres, la primera, segunda y séptima. El de Juan recoge las tres restantes, la tercera, quinta y sexta. No puede determinarse su orden cronológico. Su orden tradicional es (con traducción en español de la Biblia de Jerusalén):
Las siete palabras se recogen de los cuatro evangelios canónicos. En el Evangelio de Mateo y el Evangelio de Marcos, Jesús clama a Dios. En Lucas, perdona a sus asesinos, tranquiliza al ladrón arrepentido, y encomienda su espíritu al Padre. En Juan, habla con su madre, dice que tiene sed y declara el final de su vida terrenal. Este es un ejemplo del enfoque cristiano para la construcción de una armonía de los Evangelios, en la que se combina material de diferentes evangelios, produciendo un relato que va más allá de cada evangelio.
Desde el siglo XVI, estos dichos se han utilizado ampliamente en los sermones del Viernes Santo, y se han escrito libros enteros sobre su análisis teológico. Las Siete Palabras de Cristo en la Cruz son una parte integral de la liturgia en las tradiciones católica, protestante y otras tradiciones cristianas. Varios compositores han puesto las palabras en música.
1. «Padre, perdónalos, porque no saben lo que hacen». - Pater dimitte illis, non enim sciunt, quid faciunt (Lucas, 23: 34).
2. «De cierto te digo, hoy estarás conmigo en el paraíso». - Amen dico tibi hodie mecum eris in paradiso (Lucas, 23: 43).
3. «¡Mujer, ahí tienes a tu hijo! Hijo ¡Ahí tienes a tu madre!». - Mulier, filius tuus est! Ibi habes matrem tuam Juan! (Juan, 19: 26-27).
4. «¡Dios mío, Dios mío!, ¿por qué me has abandonado?». - ¡Elí, Elí! ¿lama sabactani? (Mateo, 27: 46) - Deus meus Deus meus ut quid dereliquisti me (Marcos, 15: 34).
5. «Tengo sed». - Sitio (Juan, 19: 28).
6. «Consumado está». - Consummatum est (Juan, 19: 30).
7. «Padre, en tus manos encomiendo mi espíritu». - Pater in manus tuas commendo spiritum meum (Lucas, 23: 46).

| Palabras de Jesús en la cruz                               | Mateo | Marcos | Lucas | Juan     | Salmos |
| ---------------------------------------------------------- | ----- | ------ | ----- | -------- | ------ |
| Padre, perdónalos, porque no saben lo que hacen.           |       |        | 23:34 |          |        |
| De cierto te digo, hoy estarás conmigo en el paraíso       |       |        | 23:43 |          |        |
| ¡Mujer, ahí tienes a tu hijo! Hijo ¡Ahí tienes a tu madre! |       |        |       | 19:26–27 |        |
| ¡Dios mío, Dios mío!, ¿por qué me has abandonado?          | 27:46 | 15:34  |       |          | 22:1   |
| Tengo sed.                                                 |       |        |       | 19:28    |        |
| Consumado está                                             |       |        |       | 19:30    |        |
| Padre, en tus manos encomiendo mi espíritu.                |       |        | 23:46 |          | 31:5   |

Su interpretación devocional es una comparación con situaciones por las que inevitablemente pasa la vida de todo creyente; a la que se suman todo tipo de exégesis. El mismo texto evangélico atribuye a estas «palabras» un fin de cumplimiento de profecías del Antiguo Testamento: sabiendo que ya todo estaba cumplido, y para que la Escritura se cumpliera hasta el final (Juan, 19: 28).
Son objeto de particular devoción al ser consideradas como «verdaderas palabras» de Jesús, condición compartida con algunas otras expresiones, recogidas a lo largo de los Evangelios, que pretenden ser citas exactas (aunque traducidas al griego, excepto una pocas que se transcribieron literalmente en hebreo o arameo por los evangelistas y reciben la denominación particular de ipsissima verba o ipsissima vox).

### Historicidad
James Dunn considera que los siete dichos están débilmente arraigados en la tradición y los ve como parte de las elaboraciones en los diversos recuentos de las últimas horas de Jesús. Sin embargo, argumenta a favor de la autenticidad del dicho de Marcos/Mateo, en el que Jesús parece describirse a sí mismo como abandonado por Dios. Esto habría sido una vergüenza para la iglesia primitiva, y por lo tanto probablemente no se habría inventado. Leslie Houlden sugiere que Lucas pudo haber excluido deliberadamente este dicho de su evangelio porque no encajaba con el modelo de Jesús que estaba presentando.
Michael Licona sugiere que Juan ha redactado las declaraciones auténticas de Jesús tal y como están registradas en Mateo, Marcos y Lucas. Mientras que Mateo y Marcos hacen que Jesús cite el Salmo 22:1, Juan registra que «para que se cumpliera la Escritura, Jesús dijo: «Tengo sed»». Las últimas palabras de Jesús, tal y como se registran en Lucas, se simplifican en Juan como «Consumado es».

## Primera Palabra
Padre, perdónalos, porque no saben lo que hacen.
Lucas, 23: 34.

La oración se ofreció para quienes eran culpables de darle muerte. Puede interpretarse como dirigida a los judíos, a los soldados romanos (que en el final de ese versículo aparecen jugándose su túnica a los dados), a ambos o, genéricamente, a la humanidad entera.
Para «perdona», además de la voz latina dimitte, también es muy frecuente usar ignosce. El original griego es Πατερ, συγχωρησον αυτους· διοτι δεν εξευρουσι τι πραττουσι.
Esta primera declaración de Jesús en la cruz se conoce tradicionalmente como «La palabra del perdón». Se interpreta teológicamente como la oración de Jesús pidiendo perdón para los soldados romanos que lo estaban crucificando y para todos los demás que participaron en su crucifixión.
Algunos manuscritos antiguos no incluyen esta frase en Lucas 23:34. Eruditos bíblicos como Bart Ehrman han argumentado que fue omitida por algunos escribas debido al sentimiento antijudío alrededor del siglo II.

## Segunda Palabra
En verdad te digo, hoy estarás conmigo en el paraíso
Lucas, 23: 43.

Es la respuesta de Cristo a la súplica «acuérdate de mí, cuando vengas en tu reino» del ladrón arrepentido. Con ello se interpreta que le asegura la salvación sin que para ello haya obstáculo en sus pecados anteriores, por la fe que ha puesto en Jesucristo.
Este dicho se conoce tradicionalmente como «La palabra de salvación». Según el Evangelio de Lucas, Jesús fue crucificado entre dos ladrones (tradicionalmente llamados Dimas y Gestas), uno de los cuales defiende la inocencia de Jesús y le pide que se acuerde de él cuando entre en su reino. Jesús responde: «De cierto te digo...» (ἀμήν λέγω σοί), seguido de la única aparición de la palabra «Paraíso» en los evangelios (παραδείσω, originalmente del persa pairidaeza, «jardín del paraíso»).
Un cambio aparentemente simple en la puntuación de este dicho ha sido objeto de diferencias doctrinales entre los grupos cristianos, dada la falta de puntuación en los textos griegos originales. Los católicos y la mayoría de los cristianos protestantes suelen utilizar una versión que dice «hoy estarás conmigo en el Paraíso». Esta lectura supone un viaje directo al cielo y no tiene implicaciones de purgatorio. Por otro lado, algunos protestantes que creen en el sueño del alma han utilizado una lectura que enfatiza «Os digo hoy», dejando abierta la posibilidad de que la declaración se haya hecho hoy, pero la llegada al cielo puede ser posterior.

## Tercera Palabra
¡Mujer, ahí tienes a tu hijo! Hijo ¡Ahí tienes a tu madre!
Juan, 19: 26-27.

Una primera señalización que ve este pasaje en sentido ético y social es: Cristo entregó el cuidado de su madre al discípulo amado, cumpliendo un elemental deber filial. Se ve la enseñanza de atender «las cosas del reino» (a las que es enviado Juan), sin desatender las responsabilidades asignadas desde antes; si amamos a Dios, amamos a nuestro prójimo y le atendemos, pero primeramente lo haremos con los más cercanos. En Jesús descansaba el deber de cuidar a su madre, que se supone viuda en esos momentos. Si no tenía otros hijos (la problemática existencia o ausencia de hermanos de Jesús), se entiende que su único hijo la encomiende al discípulo amado, dándosela por madre. Este acto recíproco se interpreta como demostración de que no sólo hay que recibir amor, sino saber darlo sin importar las circunstancias.
Se han hecho numerosas afirmaciones mariológicas sobre este pasaje. Según Raymond Edward Brown, «parece absolutamente increíble que una escena tan reveladora y dramática, que sitúa a la madre de Jesús en una nueva relación con el discípulo amado acabe simplemente en que él la lleva a su casa. [...] El significado de este episodio reside en la nueva relación entre la madre de Jesús y el discípulo amado». Según Francis J. Moloney, no se puede eludir el hecho de que Jesús crucificado creó desde la cruz «una familia nueva». En el espacio de tres versículos (Juan 19:25-27), el término «madre» aparece no menos de cinco veces. Esa misma expresión había aparecido en el pasaje de las bodas de Caná (Juan 2:1-5), cuando todavía «no había llegado la hora» de la glorificación de Jesús. Moloney apunta que en el relato de la crucifixión y muerte de Jesús («la hora» de la glorificación), tan sofisticado y simbólico, el evangelista no pudo significar simplemente que el discípulo amado tenía que cuidar de la viuda y madre de Jesús una vez muerto su hijo. En el concepto de Moloney, el pasaje afirma el papel maternal de la madre de Jesús en la nueva familia de Jesús creada en la cruz.
Esta declaración se conoce tradicionalmente como «La palabra de la relación» y en ella Jesús confía a María, su madre, al cuidado de «el discípulo a quien Jesús amaba».
Jesús también se dirige a su madre como «mujer» en Juan 2:4. Aunque en español suene despectivo, la palabra griega es un término de respeto o ternura. Los comentaristas católicos, basándose en estos dos pasajes, a menudo relacionan a María con la «mujer» de Génesis 3:15, y la «mujer vestida de sol» de Apocalipsis 12, y por lo tanto ven este título de «mujer» como una justificación para la veneración de María como una segunda Eva.

## Cuarta Palabra
Dios mío, Dios mío, ¿por qué me has abandonado?
Marcos 15: 34 y Mateo, 27: 46

Aparece en el Evangelio de Marcos (el más antiguo) en arameo (Elohi, Elohi, lema' šĕbaqtani), y en el Evangelio de Mateo en hebreo ( 'Eli, 'Eli, lĕma' šĕbaqtani ).
Según la interpretación tradicional, Jesús estaría recitando el Salmo 22, que empieza precisamente por esas palabras. Para la teología Jesús se ha entregado libremente al sacrificio por la humanidad, y en su naturaleza humana se siente abandonado, como había expresado en Getsemaní. Él es el Siervo Sufriente de Dios, pero finalmente acepta el sacrificio vicario para con la humanidad. El sufrimiento de Cristo simboliza también el sufrimiento del ser humano aún en la mayor de las fes.
Para la crítica histórica, la frase, o al menos lo que expresa, es probablemente histórica, cumpliendo con el criterio de atestiguación múltiple (siendo de hecho la única de las Siete Palabras que aparece en más de un evangelio) y el de la dificultad (ya que, dado su carácter de desolación, es factible que la Iglesia primitiva haya experimentado cierta dificultad para aceptar esta frase en labios de Cristo). Pero también se piensa que aunque la idea sea auténtica (esto es, el Jesús histórico se habría sentido realmente abandonado al momento de su muerte, esperando una intervención de Dios Padre que no llegó), los múltiples otros insertos del Salmo 22 (junto a Isaías 53) pueden hacer pensar en el relato de la Pasión como una composición a posteriori a partir de pasajes del Antiguo Testamento, si bien con elementos realmente históricos.
Un autor contemporáneo escribió:

¿Cómo entender tal desamparo? [...] Dios lo abandonó, como dice la teología, non recedendo, sed non adiuvando: no alejándose de Él, sino privándole de su socorro. [...] Un vacío por dentro, una fuga de las entrañas, un removerse de todo soporte íntimo. [...] Nadie sabrá nunca como el Hijo qué es ser abandonado por el Padre, porque nadie ha sabido como el Hijo qué es estar unido al Padre, descansar en Él, servirle y ser regalado por Él.
José María Cabodevilla

Esta es la única palabra que aparece en más de un evangelio. En ambos relatos, las palabras pronunciadas por Jesús han sido transliteradas del arameo al griego, y hay ligeras diferencias entre las dos versiones (Marcos: Ἐλωΐ, Ἐλωΐ, λαμὰ σαβαχθανί; Mateo: Ἠλί, Ἠλί, λεμὰ σαβαχθανί). En ambos casos, σαβαχθανί parece ser la transliteración griega del arameo שבקתני šəḇaqtanī, que significa «me abandonó». 
Se puede decir que ambas versiones están en arameo en lugar de en hebreo, estrechamente relacionado, debido al verbo en Hebre שבק (šbq) «abandonar», que solo existe en arameo. La contraparte hebrea de esta palabra, en Hebreo עזב (zb), se ve en la segunda línea del Salmo 22 del Antiguo Testamento, que el dicho parece citar. Así, Jesús no está citando la versión canónica hebrea (ēlī ēlī lāmā 'azabtānī), atribuida en algunas interpretaciones judías al propio Rey David, sino más bien la versión en un Targum arameo (traducción de la Biblia). Los Targúmenes arameos que se conservan utilizan el verbo šbq en sus traducciones del Salmo 22.
En el siguiente versículo, en ambos relatos, algunos de los que oyen el grito de Jesús imaginan que está pidiendo ayuda a Elías (Ēlīyā en arameo).
La forma aramea de la palabra שבקתני «šəḇaqtanī» se basa en el verbo «šǝḇaq»/«šāḇaq», «permitir, perdonar y abandonar», con la terminación del tiempo perfecto «-t» (2.ª persona del singular: «tú»), y el sufijo de objeto «-anī» (1.ª persona del singular: «yo»).
En hebreo, el dicho sería «אֵלִי אֵלִי, לָמָה עֲזַבְתָּנִי» («ēlī ēlī, lāmā 'azabtānī» en hebreo bíblico, «eli eli lama azavtani» en hebreo moderno) pronunciación), mientras que la frase en siríaco-arameo según la Peshitta sería ܐܝܠܝ ܐܝܠܝ ܠܡܐ ܫܒܩܬܢܝ (Mateo 27:46) o ܐܠܗܝ ܐܠܗܝ ܠܡܢܐ ܫܒܩܬܢܝ (Marcos 15:34).
Algunos interpretan este dicho como un abandono del Hijo por parte del Padre. Otra interpretación sostiene que en el momento en que Jesús tomó sobre sí los pecados de la humanidad, el Padre tuvo que apartarse del Hijo porque el Padre «tiene ojos demasiado puros para ver el mal y no puede mirar el mal» (ESV). Otros teólogos entienden el grito como el de alguien que era verdaderamente humano y que se sentía abandonado. Muerto a manos de sus enemigos, muy abandonado por sus amigos, también pudo haberse sentido abandonado por Dios. Ref. Conner, W. T. (1954). The Cross in the New Testament. Nashville, TN: Broadman Press. p. 34. OCLC 2882455.
Otros ven estas palabras en el contexto del Salmo 22 y sugieren que Jesús recitó estas palabras, tal vez incluso todo el salmo, «para demostrar que él era el Ser al que se refieren las palabras; para que los escribas y el pueblo judío pudieran examinar y ver la causa por la que no descendía de la cruz; a saber, porque este mismo salmo mostraba que estaba destinado a sufrir estas cosas».

## Quinta Palabra
Tengo sed.
Juan, 19: 28.

Se interpreta como expresión de dos tipos de ansia de Cristo en la cruz. En primer término, de la sed fisiológica, uno de los mayores tormentos de los crucificados. En sentido alegórico, como la sed espiritual de Cristo de consumar la redención para la salvación de todos. Cuadra con la estructura del cuarto evangelio, y evoca la sed espiritual que Cristo experimentó junto al pozo de la samaritana.
Esta declaración se conoce tradicionalmente como «La palabra de socorro» y se compara y contrasta con el encuentro de Jesús con la mujer samaritana en el pozo en Juan 4.
Solo Juan registra este dicho, pero los cuatro evangelios relatan que a Jesús le ofrecieron un trago de vino agrio (posca, posiblemente). En Marcos y Mateo, se empapó una esponja en el vino y se la ofreció a Jesús en una caña; Juan dice lo mismo, pero afirma que la esponja estaba pegada a una ramita de hisopo. Esto puede haber sido intencionado como simbólicamente significativo, ya que las ramitas de hisopo se mencionan a menudo en el Antiguo Testamento en el contexto del uso de sangre sacrificial para la purificación ritual.
Esta declaración de Jesús es interpretada por Juan como el cumplimiento de la profecía dada en Salmo 69:21, «en mi sed me dieron a beber vinagre»; de ahí que la cita del evangelio de Juan incluya el comentario «para que se cumpliera la Escritura». La Biblia de Jerusalén hace referencia cruzada al Salmo 22:15: «mi paladar está más seco que un tiesto, y mi lengua está pegada a mi quijada».

## Sexta Palabra
Consumado está
Juan, 19: 30.

Muy a menudo se cita en latín (Consummatum est), pues se ha convertido en un verdadero tópico literario (en términos escriturísticos, una perícopa). Se puede interpretar como la proclamación en boca de Cristo del cumplimiento perfecto de la Sagrada Escritura en su persona. Esta palabra pone de manifiesto que Jesús era consciente de que había cumplido hasta el último detalle de su misión redentora y la culminación del programa de su vida: cumplir la Escritura haciendo siempre la voluntad del Padre. Más que una palabra de agonía, es de victoria, «todo está concluido».
Esta declaración se denomina tradicionalmente «La palabra de triunfo» y se interpreta teológicamente como el anuncio del final de la vida terrenal de Jesús, en anticipación de la Resurrección. Ref. Bromiley.
La palabra griega traducida como «Consumado es» es tetelestai (τετέλεσται). El versículo también se ha traducido como «Consumado es».
La expresión después de consumir la bebida e inmediatamente antes de la muerte se menciona, pero no se cita explícitamente, en Marcos 15:37 y Mateo 27:50 (ambos afirman que Jesús «clamó a gran voz y entregó el espíritu»).

## Séptima Palabra
Padre, en tus manos encomiendo mi espíritu.
Lucas, 23: 46.

Es la última frase que se atribuye a Jesucristo, y se interpreta como un ejemplo de la confianza que debe tener un cristiano ante la entrada en el mundo espiritual: las postrimerías.
Del Salmo 31:5, este dicho, que es un anuncio y no una petición, se llama tradicionalmente «La Palabra de la Reunión» y se interpreta teológicamente como la proclamación de que Jesús se une a Dios Padre en el Cielo.
Las palabras de Lucas 23:46, o el más completo Salmo 31:5, se han atribuido posteriormente como últimas palabras de personajes famosos, especialmente de aquellos considerados cristianos piadosos, como mártires o santos. Entre ellos se encuentran 
Felipe el Apóstol (fallecido en el año 80 d. C.), Basilio el Grande (379 d. C.), Carlomagno (fallecido en 814), Ansgar (865), Thomas Becket (1170), Jan Hus (1415), Cristóbal Colón (1506), Ludovica Albertoni (1533), Martín Lutero (1546), George Wishart (1546), Lady Jane Grey (1554), su padre Henry, duque de Suffolk (1555), Tomás de Villanueva (1555), María, reina de Escocia (1587), Aloysius Gonzaga (1591), Torquato Tasso (1595), Toribio de Mogrovejo (1606), John Bruen (1625), George Herbert (1633), Covenanters incluyendo Hugh Mackail (1666) y James Renwick (1688), y Christian Friedrich Schwarz (1798).

## Liturgia y devociones

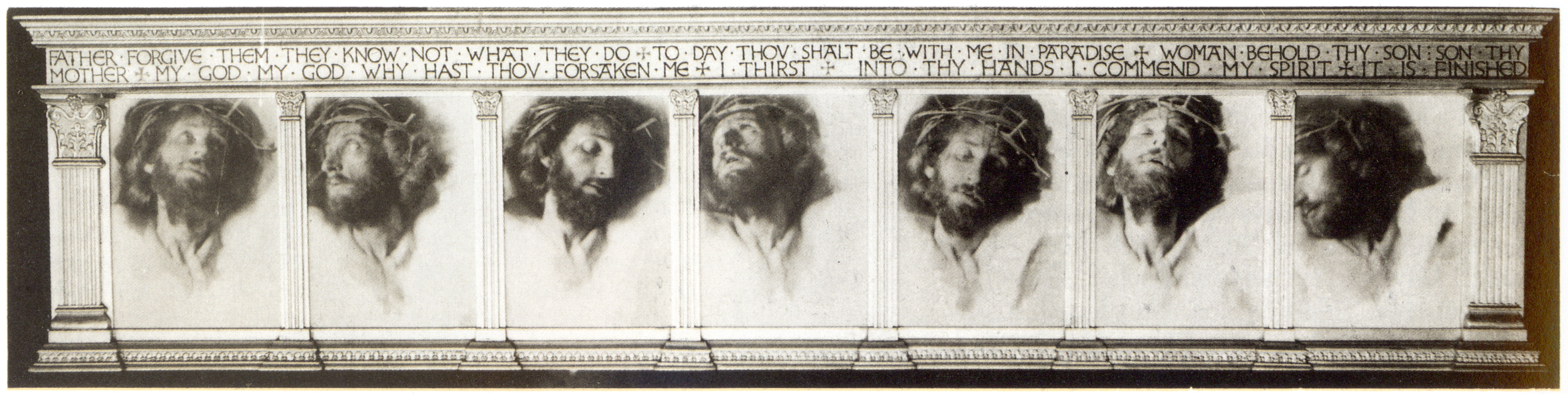
Obra fotográfica de Fred Holland Day, 1898.

## Obras musicales
Siglo XVI

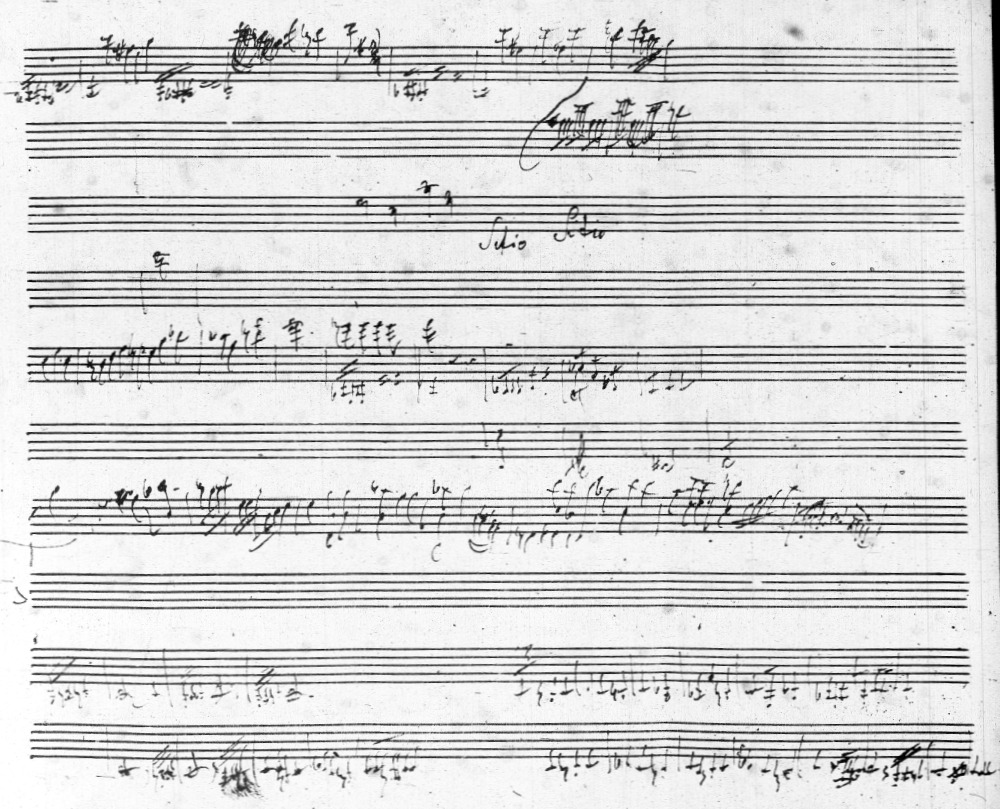
Borrador de la obra de Haydn.

- Orlando di Lasso: Septem verba Domini Jesu Christi, para 5 voces.

Siglo XVII
- Heinrich Schütz: Die sieben Worte Jesu Christi am Kreuz,[69] (1645), cantata en alemán
- Augustin Pfleger: Passio, sive Septem Verba Christi in cruce pendentis (c. 1670)

Siglo XVIII
- Pergolesi: Septem verba a Christo in cruce moriente prolata (atribuida, 1730–1736)
- Christoph Graupner: Die sieben Worte des Heilands am Kreuz, cantata , Darmstadt (1743)
- Joseph Haydn: Las siete últimas palabras de Cristo en la cruz. En 1787 la Hermandad de la Santa Cueva de Cádiz encargó al compositor un oratorio (titulado en alemán Die sieben letzten Worte unseres Erlösers am Kreuze[70] que describiera las Siete Palabras, además del terremoto descrito en el Evangelio de Mateo. Haydn realizó también una versión para coro y orquesta de la obra, además de una transcripción para cuarteto de cuerda, siendo esta última la versión más célebre.
- Francisco Javier García Fajer: Septem ultima verba christi in cruce (1787), Oratorio en latín
- Giuseppe Giordani alias "Giordaniello": Tre ore dell'Agonia di N.S. Gesù Cristo (1790), oratorio.

Siglo XIX
- Niccolò Antonio Zingarelli: Tre ore dell'Agonia (1825), oratorio.
- Saverio Mercadante: Le sette ultime parole di Nostro Signore Gesù Cristo (1838), oratorio
- Charles Gounod: Les Sept Paroles de Notre Seigneur Jésus-Christ sur la Croix (1855), st sur la Croix (1859), Obra coral.
- Théodore Dubois: Les sept paroles du Christ (18ra coral
- Fernand de La Tobe
- Siglo XX
- Tim Rice y Lyd Webber: La Crucifixió [óperock]] [Jesus Christ Su
- Douglas Aaok: The Seven L-soprano]],rí]] y orquesta, (1970).
- Sofia Gdulina: Sieben Worte para chelo, acordeón cromático uso (bayán), y cuerdas, (1982
- James illan: Seven Last Words from the Cross, cantata para coro y cuerdas, (993).
- Ruth Zechlin: Die sieben letzten Worte Jesu am Kreuz para órgano, (1996).

Siglo XXI
- Tristan Murail: Les Sept Paroles, para orquesta, coro e instrumentos electrónicos, (2010)
- Christophe Loten[71] compuso dos obras basadas en las Siete Palabras: su quinto cuarteto de cuerda Lessept dernières paroles du Christ en croix[72] (2008); y Mourning (2009),[73] para voz de alto y cuarteto de cuerda, donde se entremezclan cantos de queja de los soldados británicos fusilados tras la batalla de Dunkerque de 1940 con evocaciones de las palabras de Cristo en la Cruz.